# Sveřep vzpřímený
Sveřep vzpřímený (Bromus erectus) je středně vysoká planě rostoucí travina vyrůstající v hustých trsech, jeden z mnoha druhů rodu sveřep.

## Rozšíření
Jeden z nejrozšířenějších druhů svého rodu, vyskytuje se hlavně v mírném klimatickém pásu Evropy, Asie i Severní a Jižní Ameriky. Houževnatá a nenáročná rostlina, nejraději vyrůstá na suchých loukách, pastvinách, v křovinatých stráních i okolí cest a železničních tratí, nevadí mu ani místa která bývají po určitou krátkou dobu zamokřená. Roste od nížin až po horké oblasti, nejčastěji na vápenitých půdách. Vyskytuje se převážně na stanovištích chudých na živiny, bývá ve specifických případech na některé kulturní plochy přiséván.
Podle "Florabase.cz" se sveřep vzpřímený v ČR vyskytuje:

## Taxonomie
V České republice roste poměrně hodně a to ve dvou rozlišených taxonech, ve dvou poddruzích:
- sveřep vzpřímený pravý (Bromus erectus subsp. erectus)
- sveřep vzpřímený dlouhokvětý (Bromus erectus subsp. longiflorus)[1][4]

## Popis
Vytrvalá bylina z jejíhož trsnatého oddenku, sahajícího do hloubky až 60 cm, vyrůstají úzce čárkovité listy dlouhé i 30 cm a 2 nebo 3 mm široké a přímá, 50 až 100 cm vysoká, chudě olistěná stébla se třemi nebo čtyřmi kolénky. Po okrajích brvité listy vyrůstají jako svinuté a teprve později se rozvinou do plochých. Listy stébla mají většinou lysou srostlou pochvu, jejich zoubkovaný jazýček bývá dlouhý 2 mm, po celé ploše hluboce rýhované čepele na koncích zašpičatělé jsou dlouhé do 35 cm a široké okolo 4 mm, spodní listy bývají částečně svinuté a horní ploché.
Stéblo je ukončeno vzpřímeně rostoucí, úzce staženou latou vysokou od 10 do 20 cm se šikmo směřujícími větvičkami. Drsné větévky jsou poměrně krátké a mívají malý počet klásků 15 až 25 mm dlouhých. Narudlé, čárkovité klásky se 4 až 7 kvítky jsou ze stran zmáčknuté a mají plevy nestejné velikosti (spodní 1žilná 7 – 12 mm, horní 3žilná 8 – 14 mm). Lysé nebo někdy chlupaté pluchy jsou dlouhé 10 až 12 mm a mívají 7 žilek, jejich rovné, štíhlé osiny mívají asi 5 mm. Pluška je o něco kratší než plucha. Zlatožluté prašníky mívají délku 4 až 7 mm. Rostliny kvetou od června do srpna. Plodem je úzká obilka člunkovitého tvaru o délce od 8 do 11 mm a šířce 1,2 mm. Hmotnost tisíce semen je 5 gramů.

## Význam
Z pícninářského hlediska je sveřep vzpřímený na loukách i pastvinách pokládán za rostliny méně výnosné a nekvalitní. Poskytuje píci hrubou jen o průměrné nutriční hodnotě a po seči málo obrůstá. V teplých oblastech naší republiky a hlavně v zahraničí je nepostradatelný pro zatravňování suchých strání a náspů, např. železničních nebo silničních. Někdy naopak bývá považován za fakultativní plevel.